# 2S43 Malva
2S43 "Malva" là hệ thống pháo lựu 152 mm của Nga, bao gồm một khẩu lựu pháo 152 mm 2A64 đặt trên khung gầm của xe dẫn động tám bánh BAZ-6610-027 "Voshchina" do Nhà máy ô tô Bryansk sản xuất; có thể xem đây là phiên bản bánh lốp của 2S19 Msta-S. Pháo tự hành là sản phẩm của dự án R&D "Sketch". Do việc loại bỏ tháp pháo và đặt trước vị trí lắp đặt súng, chiếc xe trở nên nhẹ hơn nhiều, nên nó có thể vận chuyển nó bằng máy bay vận tải, chẳng hạn như Il-76.

## Mục đích và tính năng
2S43 được phát triển tại Viện nghiên cứu trung tâm Burevestnik ở Nizhny Novgorod.
2S43 "Malva" nhằm tiêu diệt vũ khí hạt nhân chiến thuật và thông thường, tấn công vào các khẩu đội pháo, cột thiết bị, hệ thống phòng không, sở chỉ huy... của kẻ thù
Cải tiến chính của dự án 2S43 Malva là sử dụng khung gầm bánh lốp, nhờ đó, cùng với vũ khí và khả năng chiến đấu, sản phẩm 2S43 nhẹ hơn và cơ động hơn nhiều so với pháo tự hành 2S19 Msta-S, đồng thời rẻ hơn để hoạt động.

## Lịch sử sáng tạo
Hệ thống lựu pháo tự hành bánh lốp này của Nga lần đầu tiên đề cập đến vàon năm 2019.
Vào năm 2021, trong khuôn khổ các cuộc thử nghiệm của nhà thiết kế chính, hiệu quả của Malva và sự tuân thủ của phương tiện này với các yêu cầu của nhiệm vụ chiến thuật và kỹ thuật đã được xác nhận.
Vào ngày 17 tháng 5 năm 2023, các thử nghiệm đã hoàn thành.

## Thông số kỹ thuật
- Tầm bắn - 24,5 km[4].
- Tốc độ bắn - lên tới 7 phát / phút[5].
- Kíp chiến đấu - 5 người.
- Lượng đạn mang theo - 30 viên[6].
- Kích thước (dài/rộng/cao) - 13 / 2,75 / 3,1 mét[7].
- Tổng trọng lượng - 32 tấn (Msta-S nặng 42 tấn, 2S35 Koalitsiya-SV nặng từ 48 đến 55 tấn).

## Trích dẫn
1. ↑  "Артиллерийская система «Мальва» провела показательные стрельбы". naukatehnika.com (bằng tiếng Nga). Lưu trữ bản gốc ngày 25 tháng 2 năm 2023. Truy cập ngày 25 tháng 2 năm 2023.
2. ↑  "Первое изображение новой самоходки 2С43 "Мальва" появилось в Сети". Российская газета. ngày 17 tháng 10 năm 2019. Lưu trữ bản gốc ngày 24 tháng 2 năm 2023. Truy cập ngày 24 tháng 2 năm 2023.
3. ↑  "Гендиректор УВЗ сообщил о завершении госиспытаний самоходного орудия "Мальва"". Lưu trữ bản gốc ngày 17 tháng 5 năm 2023. Truy cập ngày 17 tháng 5 năm 2023.
4. ↑  raigap (ngày 7 tháng 1 năm 2021). "Опытная колёсная САУ 2С43 "Мальва" (Россия. 2019 - 2020 год)". "Оружейная экзотика" (Нереализованные проекты, опытная и малоизвестная серийная военная техника). Lưu trữ bản gốc ngày 24 tháng 2 năm 2023. Truy cập ngày 24 tháng 2 năm 2023.
5. ↑  "Army Guide". www.army-guide.com. Lưu trữ bản gốc ngày 26 tháng 3 năm 2023. Truy cập ngày 25 tháng 2 năm 2023.
6. ↑  "2S43 "Malva" 152-mm self-propelled howitzer". www.globalsecurity.org. Lưu trữ bản gốc ngày 10 tháng 11 năm 2022. Truy cập ngày 25 tháng 2 năm 2023.
7. ↑  "2S43 Malva Self-Propelled Howitzer | Military-Today.com". www.military-today.com. Lưu trữ bản gốc ngày 19 tháng 5 năm 2023. Truy cập ngày 25 tháng 2 năm 2023.

## Vũ khí tương tự
- Lựu pháo tự hành CAESAR (Pháp)
- ATMOS 2000 (Israel)
- Hệ thống pháo Archer (Thụy Điển)